# Король гор и другие
«Король гор и другие» — советский широкоформатный художественный фильм, снятый в 1969 году на студии «Центрнаучфильм». Режиссёр-постановщик — Борис Долин.
Фильм состоит из трёх новелл, повествующих о жизни животных и о влиянии людей на их судьбу: «Король гор» — о медведе-гиганте, «Верность» — о любви двух аистов, «Петля» — об олене.

## В ролях
- Олег Жаков — Олег Петрович Марков
- Владимир Дорофеев — Гаврилыч
- Афанасий Кочетков — охотник Фёдор
- Николай Крюков — Иван
- Виктор Уральский — Пётр Филиппович (в титрах не указан)

## Съёмочная группа
- Режиссёр-постановщик — Борис Долин
- Сценаристы — Борис Долин, при участии Леонида Белокурова и Михаила Витухновского
- Оператор — Эдуард Эзов
- Режиссёр — С. Козьминский
- Звукооператор — В. Кутузов
- Художник — Михаил Галкин
- Композитор — Алексей Муравлёв
- Монтажёр — Н. Лапина
- Редактор — Н. Каспэ
- Ассистенты режиссёра — А. Яновская, Т. Стрельцова
- Ассистенты оператора — А. Тарасов, М. Вентцель
- Грим — И. Антимонова
- Директор картины — Л. Пикельнер

## Работали с животными
- М. Симонов
- Н. Мышецкий
- Г. Шубин
- М. Львовский

## Награды
- 1972 — Государственная премия РСФСР имени братьев Васильевых: режиссёру фильма — Борису Долину.

## Премьеры
- 1971 — Финляндия
- 1983 — Италия[1]